# ルーク・ブラウン
ルーク・ブラウン（Luke Brown、本名：Carl Dennis Campbell、1935年7月28日 - 1997年11月12日）は、アメリカ合衆国のプロレスラー。ケンタッキー州ペリー郡ハザード出身。
ジェイク・スミスとの巨人タッグチーム、ザ・ケンタッキアンズ（The Kentuckians）での活動で知られる。

## 来歴
学生時代から海兵隊時代を通してアメリカンフットボールで活動後、1958年にプロレス入りし、マン・マウンテン・キャンベル（Man Mountain Campbell）やビッグ・ボーイ・ブラウン（Big Boy Brown）などのリングネームで各地を転戦。1961年6月8日にはカナダのトロントにてスタン・スタージャックと組み、トロント版インターナショナル・タッグ王座の初代チャンピオンになっている。
その後、リングネームをルーク・ブラウンと改称し、自身を上回る長身のジェイク・スミスをパートナーに、巨人レスラー同士による超大型タッグチーム、ルーク&ジェイクのザ・ケンタッキアンズを結成。伸ばし放題の髭面にネルシャツとジーンズという山男スタイルとなって、ベビーフェイスのポジションで活動する。
ジョージアやフロリダなどNWAの南部地区では覆面タッグチームのジ・アサシンズと抗争を繰り広げ、1962年11月17日にジョージアにて南部タッグ王座を獲得。1964年にはWWWFに登場、ジェリー・グラハム&ルーク・グラハムのグラハム・ブラザーズと抗争し、ニューヨークのマディソン・スクエア・ガーデンでも両チームの対戦が組まれた。1965年はロサンゼルスのWWAにてアサシンズとの抗争劇を再開、8月8日と9月11日の2回に渡り、アサシンズからWWA世界タッグ王座を奪取している。1966年はAWAのミッドウエスト地区において、9月10日にデール・ルイス&ハーリー・レイスを破りAWA中西部タッグ王座を獲得した。
1967年1月、スミスと共に国際プロレスの旗揚げシリーズに初来日。1月6日に大阪府立体育館、24日に宇都宮の栃木県営体育館にて、エース兼ブッカーのヒロ・マツダと東京プロレスのアントニオ猪木が保持していたミッドアメリカ版のNWA世界タッグ王座に挑戦した。来日中は、同時参戦していたダニー・ホッジやエディ・グラハムともタッグを組んでいる。
スミスとのコンビ解消後、1968年よりAWAに参戦して、ドクターX、マッドドッグ・バション、ブッチャー・バション、ハードボイルド・ハガティ、クリス・マルコフ、ラリー・ヘニング、レイス、ラーズ・アンダーソンなどのヒール勢と対戦。イゴール・ボディックやカウボーイ・ボブ・エリスをパートナーに、ミツ・アラカワ&ドクター・モトが保持していたAWA世界タッグ王座にも挑戦した。1970年5月27日には中南部のNWAトライステート地区にて、ホッジとの異色コンビでジェリー・ブラウン&バディ・ロバーツのハリウッド・ブロンズからUSタッグ王座を奪取している。
1971年1月、ザ・ケンタッキアンのリングネームで日本プロレスに来日。1月7日に大阪府立体育館にてザ・ストンパーと組み、ジャイアント馬場&猪木のBI砲が保持していたインターナショナル・タッグ王座に挑戦した。同年はトライステート地区にてケンタッキアンズを一時的に再結成しており、4月にワルドー・フォン・エリック&カール・フォン・ブラウナーを破ってUSタッグ王座に返り咲いている。
1972年からはNWAのミッドアトランティック地区にて活動。小柄なネルソン・ロイヤルやポール・ジョーンズ、ジム・ディロンらをパートナーに、リップ・ホーク&スウェード・ハンセンのブロンド・ボンバーズやジン・アンダーソン&オレイ・アンダーソンのミネソタ・レッキング・クルーと抗争した。その後、1970年代中盤より太平洋岸北西部を主戦場に、ドン・レオ・ジョナサンやビッグ・ジョン・クイン、1976年にはジミー・スヌーカやジェシー・ベンチュラとも対戦したが、肩を負傷して1977年に引退した。
晩年は腎不全を患い、血液透析療法を受けていたが、1997年11月12日、脳梗塞により62歳で死去した。

## 得意技
- ケンタッキアン・バックブリーカー[2]
- ネック・ハンギング・ツリー[4]

## 獲得タイトル
NWAサンフランシスコ
- NWA世界タッグ王座（サンフランシスコ版）：1回（w / エド・ミラー）[19]

メープル・リーフ・レスリング
- NWAインターナショナル・タッグ王座（トロント版）：1回（w / スタン・スタージャック）[7]

ミッドサウス・スポーツ
- NWA南部タッグ王座（ジョージア版）：1回（w / ジェイク・スミス）[8]

ワールドワイド・レスリング・アソシエーツ
- WWA世界タッグ王座：2回（w / ジェイク・スミス）[10]

アメリカン・レスリング・アソシエーション
- AWA中西部タッグ王座：1回（w / ジェイク・スミス）[11]

セントラル・ステーツ・レスリング
- NWA北米タッグ王座（セントラル・ステーツ版）：3回（w / トーア・カマタ、ダニー・リトルベア、ジ・オックス）[20]

NWAトライステート
- NWA USタッグ王座（トライステート版）：4回（w / ダッチ・サベージ、ダニー・ホッジ、グリズリー・スミス、クロンダイク・ビル）[15]

スーパースター・チャンピオンシップ・レスリング
- SCWウエスタン・ステーツ・タッグ王座：2回（w / レイ・スティール、エディ・サリバン）[21]